# Bisaltes montevidensis
Bisaltes montevidensis es una especie de escarabajo longicornio del género Bisaltes, subfamilia Lamiinae. Fue descrita científicamente por Thomson en 1868.
Se distribuye por Uruguay. Posee una longitud corporal de 7 milímetros. La dieta de Bisaltes montevidensis se compone de plantas y arbustos de la familia Solanaceae, entre ellas, la especie Solanum glaucophyllum del género Solanum.